# サン・ジョヴァンニ・イン・ガルド
サン・ジョヴァンニ・イン・ガルド（イタリア語: San Giovanni in Galdo）は、イタリア共和国モリーゼ州カンポバッソ県にある、人口約600人の基礎自治体（コムーネ）。

## 地理

### 位置・広がり

#### 隣接コムーネ
隣接するコムーネは以下の通り。
- カンポバッソ
- カンポディピエトラ
- カンポリエート
- マトリーチェ
- モナチリオーニ
- トーロ